# Terminal cargo
Terminal cargo è il termine con cui si indicano determinate aree di un aeroporto, di un porto o di una stazione ferroviaria per differenziarle da quelle adibite all'uso dei passeggeri. Sono molto simili agli interporti, questi dedicati più agli interscambi tra mezzi terrestri.

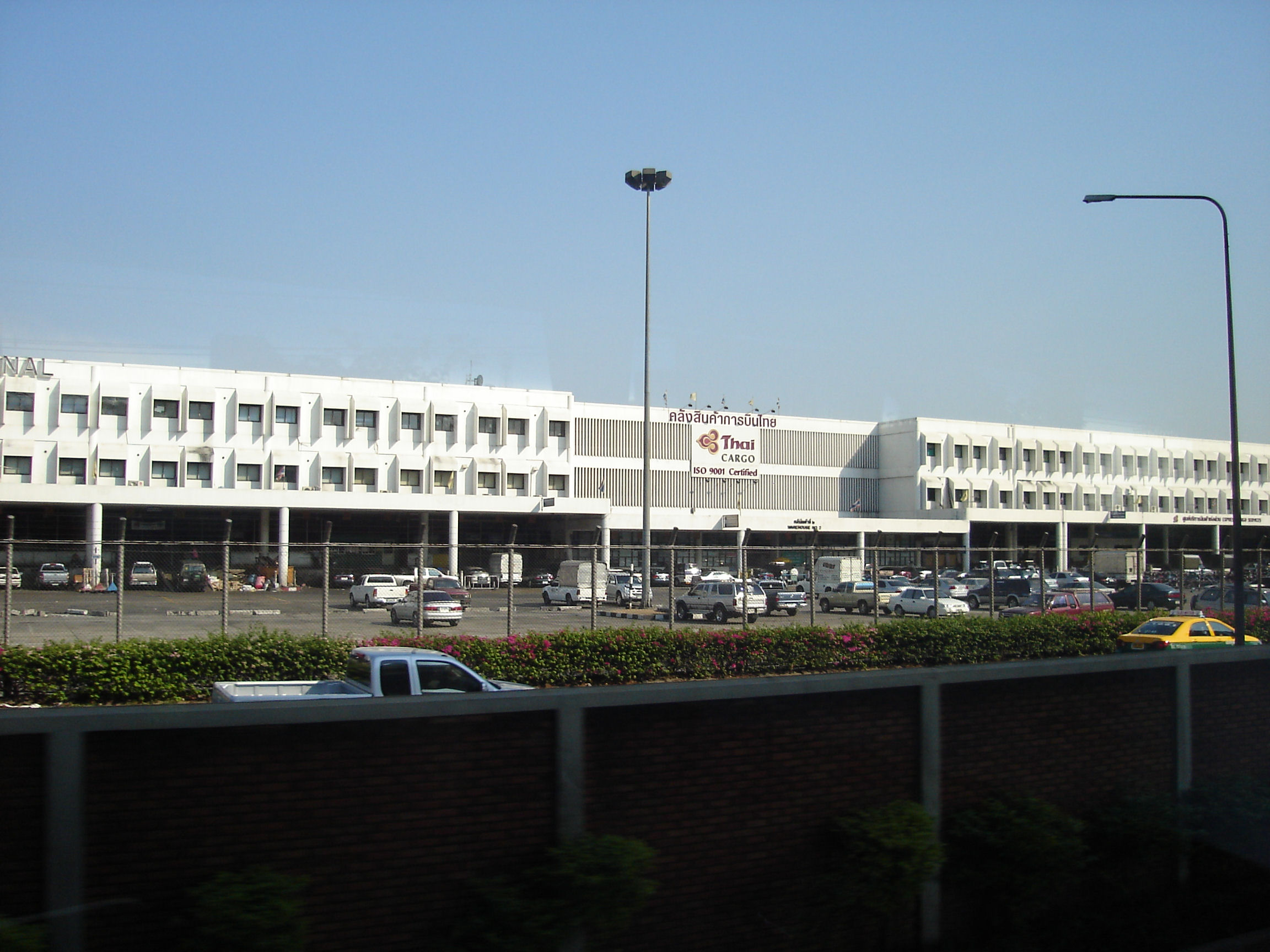
Terminal cargo dell'aeroporto di Bangkok

Si tratta delle zone dove sono presenti le infrastrutture per il trasporto di merci e per l'interscambio tra le differenti modalità di trasporto: terrestre su strada o su ferrovia, aereo o marittimo.
I terminal solitamente dispongono di aree di parcheggio, dotate di piani caricatori, magazzini di stoccaggio, gru e ponti mobili, muletti nonché tutto quanto occorrente alla movimentazione dei container e delle merci, nelle quali sostano veicoli commerciali terrestri o treni che scambiano merci tra loro o con aerei cargo.
Questi terminal possono ospitare tutti i tipi di merci e quindi possono essere dotati di zone specifiche per lo stoccaggio temporaneo di merci deperibili, animali vivi, carichi pericolosi e altro.